# 国際科学オリンピックへの日本の参加
国際科学オリンピックへの日本の参加では、国際科学オリンピックへの日本の参加の経緯、選考、成績等について記す。

## 概要
日本では2016年（平成28年）5月に科学オリンピック推進会議開催要綱が定められ、将来的に国際的な科学技術人材の育成を進める重要施策の一つとして各種科学オリンピックへの取り組みを一層進めため文部科学省に科学オリンピック推進会議が設置された（平成28年5月6日科学技術・学術政策局長決定）。
2018年（平成30年）4月には教科別に実施されている大会運営や広報活動などを横断的に支援し、産学官連携を進めるため、日本科学オリンピック委員会が設立された。
日本科学オリンピック委員会に参加している団体は、公益財団法人数学オリンピック財団、化学グランプリ・オリンピック委員会、国際生物学オリンピック日本委員会、公益社団法人物理オリンピック日本委員会、特定非営利活動法人情報オリンピック日本委員会、特定非営利活動法人地学オリンピック日本委員会、国際地理オリンピック日本委員会となっている。

## 国際数学オリンピック

### 参加
国際数学オリンピック（IMO）には1990年の第31回中国大会から参加しており、公益財団法人数学オリンピック財団から毎年選手6名が派遣されている。

### 選考
日本数学オリンピック（JMO）によって選考され、毎年1月に予選、2月に本選、3月に代表選考合宿が開催され、その成績で選考されている。

### 成績
- 第60回国際数学オリンピック（IMO2019、イギリス） - 金メダル2個、銀メダル2個、銅メダル2個[4]
- 第61回国際数学オリンピック（IMO2020、ロシア（オンライン開催）） - 銀メダル5個、銅メダル1個[4]
- 第62回国際数学オリンピック（IMO2021、ロシア（オンライン開催）） - 金メダル1個、銀メダル2個、銅メダル3個[5]
- 第63回国際数学オリンピック（IMO2022、ノルウェー） - 金メダル1個、銀メダル4個、銅メダル1個[6]

## 国際化学オリンピック

### 参加
国際化学オリンピック（IChO）には2003年の第35回アテネ大会から参加しており、毎年選手4名が派遣されている。

### 選考
化学グランプリで選考される。
2021年の第52回国際化学オリンピック（日本・大阪大会）の選考は、前年の化学グランプリ2020に参加した中学3年生、高校1年生と2年生の生徒、及び日本化学会の支部から推薦された20名程度がオリンピック代表候補として推薦された。
高校3年生は化学グランプリには参加できるが、国際化学オリンピックの代表候補にはなることはできない（ただし特別な入学制度を設けている大学がある）。

### 成績
- 第50回国際化学オリンピック（2018年、スロバキア・ブラチスラバ & チェコ・プラハ大会） - 金メダル1個、銀メダル2個、銅メダル1個[8]
- 第51回国際化学オリンピック（2019年、フランス・パリ大会） - 金メダル2個、銀メダル2個[8]
- 第52回国際化学オリンピック（2020年、トルコ・イスタンブール大会（オンライン開催）） - 銀メダル4個[8]
- 第53回国際化学オリンピック（2021年、日本大会（オンライン開催）） - 銀メダル3個、銅メダル1個[8]
- 第54回国際化学オリンピック（2022年、中国（天津）大会（オンライン開催）） - 金メダル4個[9]

## 国際生物学オリンピック

### 参加
国際生物学オリンピック（IBO）には2005年の第16回北京大会から参加しており、毎年選手4名が派遣されている。

### 選考
日本生物学オリンピックで選考される。
1. 予選 - 7月の海の日に全国約100ヶ所の大学や高等学校で行われ80名程度を選抜[10]
2. 本選 - 8月に3泊4日の合宿形式で実施し成績優秀者には賞を授与[10]
3. 代表選抜試験 - 国際生物学オリンピックの参加資格により高校2年生以下の成績優秀者約15名で記述試験を実施[10]

代表4名と次点2名を選考し、大学等で代表者特別教育を行い、国際生物学オリンピックに派遣される。

### 成績
- 第30回国際生物学オリンピック（2019年、ハンガリー・セゲド大会） - 銀メダル2個、銅メダル2個[11]
- 第31回国際生物学オリンピック（2020年、日本大会（オンライン開催）） - 金メダル1個、銀メダル3個[11]
- 第32回国際生物学オリンピック（2021年、ポルトガル・リスボン大会（オンライン開催）） - 銀メダル1個、銅メダル3個[11]
- 第33回国際生物学オリンピック（2022年、アルメニア・エレバン大会） - 金メダル1個、銀メダル1個、銅メダル1個[11]

## 国際物理オリンピック

### 参加
国際物理オリンピック（IPhO）には2006年の第37回シンガポール大会から参加しており、毎年選手4名が派遣されている。

### 選考
全国物理コンテスト「物理チャレンジ」で選考される。

### 成績
- 第37回国際物理オリンピック（2006年、シンガポール大会） - 銀メダル1個、銅メダル3個[12]
- 第38回国際物理オリンピック（2007年、イラン大会） - 金メダル2個、銀メダル2個、銅メダル1個[12]
- 第39回国際物理オリンピック（2008年、ベトナム大会） - 金メダル1個、銀メダル1個、銅メダル1個[12]
- 第40回国際物理オリンピック（2009年、メキシコ大会） - 金メダル2個、銀メダル1個、銅メダル2個[12]
- 第41回国際物理オリンピック（2010年、クロアチア大会） - 銀メダル1個、銅メダル3個[12]
- 第42回国際物理オリンピック（2011年、タイ大会） - 金メダル3個、銀メダル2個[12]
- 第43回国際物理オリンピック（2012年、エストニア大会） - 金メダル2個、銀メダル3個[12]
- 第44回国際物理オリンピック（2013年、デンマーク大会） - 銀メダル2個、銅メダル3個[12]
- 第45回国際物理オリンピック（2014年、カザフスタン大会） - 銀メダル4個、銅メダル1個[12]
- 第46回国際物理オリンピック（2015年、インド大会） - 金メダル1個、銀メダル2個、銅メダル2個[12]
- 第47回国際物理オリンピック（2016年、スイス・リヒテンシュタイン大会） - 金メダル3個、銀メダル1個、銅メダル1個[12]
- 第48回国際物理オリンピック（2017年、インドネシア大会） - 金メダル2個、銀メダル3個[12]
- 第49回国際物理オリンピック（2018年、ポルトガル・リスボン大会） - 金メダル1個、銀メダル4個[13]
- 第50回国際物理オリンピック（2019年、イスラエル・テルアビブ大会） - 金メダル1個、銀メダル4個[13]
- 第51回国際物理オリンピック（2020年、リトアニア・ヴィリニュス大会） - 新型コロナ感染拡大の影響により延期[13]
- 第51回国際物理オリンピック（2021年、リトアニア・ヴィリニュス大会（オンライン開催）） - 金メダル1個、銀メダル3個、銅メダル1個[13]
- 第52回国際物理オリンピック（2022年、スイス大会（オンライン開催）） - 銀メダル3個、銅メダル2個[13]
- 第53回国際物理オリンピック（2023年、日本・東京大会） - 金メダル2個、銀メダル3個[13]
- 第54回国際物理オリンピック（2024年、イラン・イスファハーン大会） -中東情勢を考慮して不参加[13]
- 第55回国際物理オリンピック（2025年、フランス・パリ大会） - 金メダル3個、銀メダル2個[13]

#### ヨーロッパ物理オリンピック
- 第4回ヨーロッパ物理オリンピック（2020年） - 金メダル2個、銀メダル2個、銅メダル1個[12]
- 第8回ヨーロッパ物理オリンピック（2024年） - 金メダル1個、銀メダル2個、銅メダル1個[12]

## 国際情報オリンピック

### 参加
国際情報オリンピック（IOI）には1994年の第6回ハーニンゲ大会から1997年の第9回ケープタウン大会まで参加していた。しかし、バブル崩壊のため休止し、2005年から科学技術振興機構の助成を受け、2006年の第18回メリダ大会から再び参加している。

### 選考
国内予選である日本情報オリンピック（JOI）で選考される。

### 成績
- 第5回国際情報オリンピック（1993年、アルゼンチン大会） - オブザーバー派遣[15]
- 第6回国際情報オリンピック（1994年、スウェーデン大会） - 銀メダル2個（15位）[15]
- 第7回国際情報オリンピック（1995年、オランダ大会） - 金メダル1個、銅メダル1個（11位）[15]
- 第8回国際情報オリンピック（1996年、ハンガリー大会） - メダルなし[15]
- 第9回～第16回 - 不参加
- 第17回国際情報オリンピック（2005年、ポーランド大会） - オブザーバー派遣[15]
- 第18回国際情報オリンピック（2006年、メキシコ大会） - 金メダル2個、銅メダル1個（6位）[15]
- 第19回国際情報オリンピック（2007年、クロアチア大会） - 金メダル1個、銀メダル1個、銅メダル1個（14位）[15]
- 第20回国際情報オリンピック（2008年、エジプト大会） - 金メダル1個、銀メダル1個、銅メダル2個（11位）[15]
- 第21回国際情報オリンピック（2009年、ブルガリア大会） - 金メダル2個、銀メダル1個、銅メダル1個（6位）[15]
- 第22回国際情報オリンピック（2010年、カナダ大会） - 金メダル2個、銀メダル2個（2位）[15]
- 第23回国際情報オリンピック（2011年、タイ大会） - 金メダル1個、銀メダル3個（8位）[15]
- 第24回国際情報オリンピック（2012年、イタリア大会） - 金メダル1個、銀メダル3個（7位）[15]
- 第25回国際情報オリンピック（2013年、オーストラリア大会） - 金メダル1個、銀メダル2個（11位）[15]
- 第26回国際情報オリンピック（2014年、台湾大会） - 金メダル1個、銀メダル2個、銅メダル1個（11位）[15]
- 第27回国際情報オリンピック（2015年、カザフスタン大会） - 金メダル3個、銅メダル1個（5位）[15]
- 第28回国際情報オリンピック（2016年、ロシア大会） - 金メダル2個、銀メダル2個（4位）[15]
- 第29回国際情報オリンピック（2017年、イラン大会） - 金メダル3個、銀メダル1個（1位）[15]
- 第30回国際情報オリンピック（2018年、日本大会） - 金メダル1個、銀メダル1個、銅メダル2個（11位）（特別参加から金相当1、銀相当2、銅相当1）[15]
- 第31回国際情報オリンピック（2019年、アゼルバイジャン・バクー大会） - 金メダル1個、銀メダル3個[16]
- 第32回国際情報オリンピック（2020年、シンガポール大会（オンライン開催）） - 金メダル2個、銀メダル2個[16]
- 第33回国際情報オリンピック（2021年、シンガポール大会（オンライン開催）） - 金メダル2個、銀メダル2個[16]
- 第34回国際情報オリンピック（2022年、インドネシア・ジョグジャカルタ大会） - 金メダル4個[16]

## 国際哲学オリンピック

### 参加
国際哲学オリンピック（IPO）には2001年の第9回アメリカ大会から参加しており、毎年2名が派遣されている。

### 選考
日本倫理・哲学グランプリ（対象者は中学生・高校生、言語は日本語）さらに国際哲学オリンピック選考会（対象者は日本倫理・哲学グランプリ入賞者、言語は英語）によって選考され、国際哲学オリンピック選考会のグランプリ、準グランプリの受賞者2名が出場する。

## 国際天文学オリンピック

### 参加
国際天文学オリンピック（IAO）には2022年のみ参加。5名が派遣された。

## 国際地理オリンピック

### 参加
国際地理オリンピック（iGeo）には2008年の第7回チュニス大会から参加しており、毎年選手4名が派遣されている。

### 成績
- 第15回国際地理オリンピック（2018年、カナダ・ケベック大会） - メダル獲得なし[20]
- 第16回国際地理オリンピック（2019年、中国・香港大会） - 銅メダル1個[20]
- 第17回国際地理オリンピック（2020年、トルコ・イスタンブール大会） - 新型コロナウイルス感染拡大により延期[20]
- 第17回国際地理オリンピック（2021年、トルコ・イスタンブール大会（オンライン開催）） - 金メダル2個、銀メダル1個、銅メダル1個[20]
- 第18回国際地理オリンピック（2022年、フランス・パリ大会（オンライン開催）） - 銀メダル1個、銅メダル2個[20]

## 国際言語学オリンピック

### 参加
国際言語学オリンピック（IOL）には2013年の第10回大会から参加している。

### 選考
日本言語学オリンピック（JOL）及びアジア太平洋言語学オリンピック（APLO）で選考される。
1. 日本言語学オリンピック（JOL） - 12月[21]
2. 国際地学オリンピック（APLO） - 3月から4月[21]

## 国際地学オリンピック

### 参加
国際地学オリンピック（IESO）には2008年の第2回フィリピン大会から参加している。

### 選考
日本地学オリンピック及び国際地学オリンピック最終選抜で選考される。
- 12月 - 日本地学オリンピック一次予選[22]
- 1月 - 日本地学オリンピック二次予選[22]
- 3月 - 日本地学オリンピック本選・国際地学オリンピック最終選抜[22]

### 成績
- 第1回国際地学オリンピック（2007年、韓国大会） - オブザーバー参加（選手派遣なし）[23]
- 第2回国際地学オリンピック（2008年、フィリピン大会） - 銀メダル3個、銅メダル1個[23]
- 第3回国際地学オリンピック（2009年、台湾大会） - 銀メダル4個[23]
- 第4回国際地学オリンピック（2010年、インドネシア大会） - 金メダル1個、銀メダル3個[23]
- 第5回国際地学オリンピック（2011年、イタリア大会） - 金メダル1個、銀メダル2個、銅メダル1個[23]
- 第6回国際地学オリンピック（2012年、アルゼンチン大会） - 金メダル1個、銀メダル3個[23]
- 第7回国際地学オリンピック（2013年、インド大会） - 金メダル1個、銀メダル3個[23]
- 第8回国際地学オリンピック（2014年、スペイン大会） - 金メダル3個、銅メダル1個[23]
- 第9回国際地学オリンピック（2015年、ブラジル大会） - 金メダル1個、銀メダル1個、銅メダル2個[23]
- 第10回国際地学オリンピック（2016年、日本大会） - 金メダル3個、銀メダル1個[23]
- 第11回国際地学オリンピック（2017年、フランス大会） - 金メダル2個、銀メダル2個[23]
- 第12回国際地学オリンピック（2018年、タイ・カーンチャナブリ―大会） - 金メダル3個、銀メダル1個[24]
- 第13回国際地学オリンピック（2019年、韓国・大邱大会） - 金メダル4個[24]
- 第14回国際地学オリンピック（2020年、ロシア大会） - 新型コロナウイルス感染拡大により延期[24]
- 第14回国際地学オリンピック（2021年、オンライン開催） - Excellent1名、Very Good2名、Good1名（2021年度はメダルに代わり金メダル相当のExcellent、銀メダル相当のVery Good、銅メダル相当のGoodを授与）[24]
- 第15回国際地学オリンピック（2022年、イタリア・アオスタ大会） - 金メダル1個、銀メダル2個、銅メダル1個[24]

## 国際経済オリンピック

### 参加
国際経済オリンピック（IEO）には2023年の第6回大会から参加している。

## 国際脳科学オリンピック

### 参加
国際脳科学オリンピック（IBB）には2013年の第15回大会から参加している。

## 国際天文学・天体物理学オリンピック

### 参加
国際天文学・天体物理学オリンピック（IOAA）には2023年の第16回大会から参加している。

## 国際人工知能オリンピック

### 参加
国際人工知能オリンピック（IOAI）には2024年の第1回大会から参加している。